# Rani Shiromani

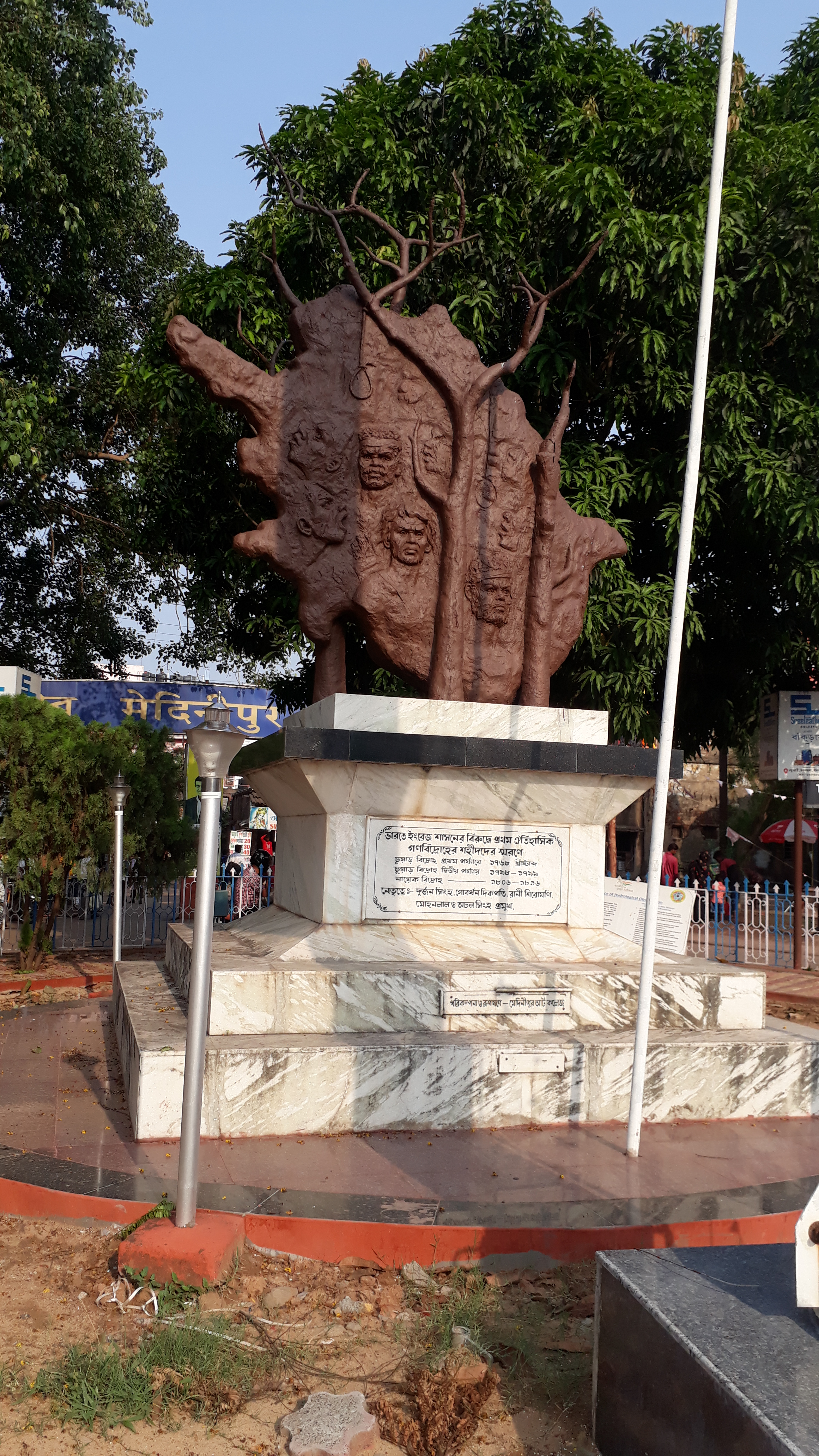
Memorial de la rebel·lió Chuar a Midnapore

Rani Shiromani fou la reina de Karnagarh, durant el domini britànic a l'Índia. Va ser la líder d'una revolta de camperols contra la Companyia Britànica de les Índies Orientals, va tenir un paper important en la rebel·lió Chuar a Midnapore, ja que s'oposava a la Companyia Britànica de les Índies Orientals i es va negar a pagar impostos. Així, se la va nomenar la Rani Laxmi Bai de Midnapore.

## Karnagarh Raj
Segons Binoy Ghosh, els reis de Karnagarh van governar un zamindar que incloïa Midnapore i les zones circumdants. La dinastia que va governar Karnagarh incloïa membres com Raja Lakshman Singh (1568-1661), Raja Shyam Singh (1661-1668), Raja Chhotu Roy (1667), Raja Raghunath Roy (1671-1693), Raja Ram Singh (1693-1711), Raja Jaswant Singh (1711-1749), Raja Ajit Singh (1749) i Rani Shiromani (1756-1812). Tenien una estreta relació amb els governants de Narajole.
L'últim rei de Karnagarh, Raja Ajit Singh, va tenir dues reines, Rani Bhabani Singh i Rani Shiromani Singh. Raja Ajit Singh va morir sense fills el 1760 i la seva propietat va passar a mans de les seves dues reines. Rani Shiromani governaria aquelles terres amb mà capaç després de la mort del seu marit.
Rani Bhabani va morir el 1754 i Rani Shiromani va morir el 1812.

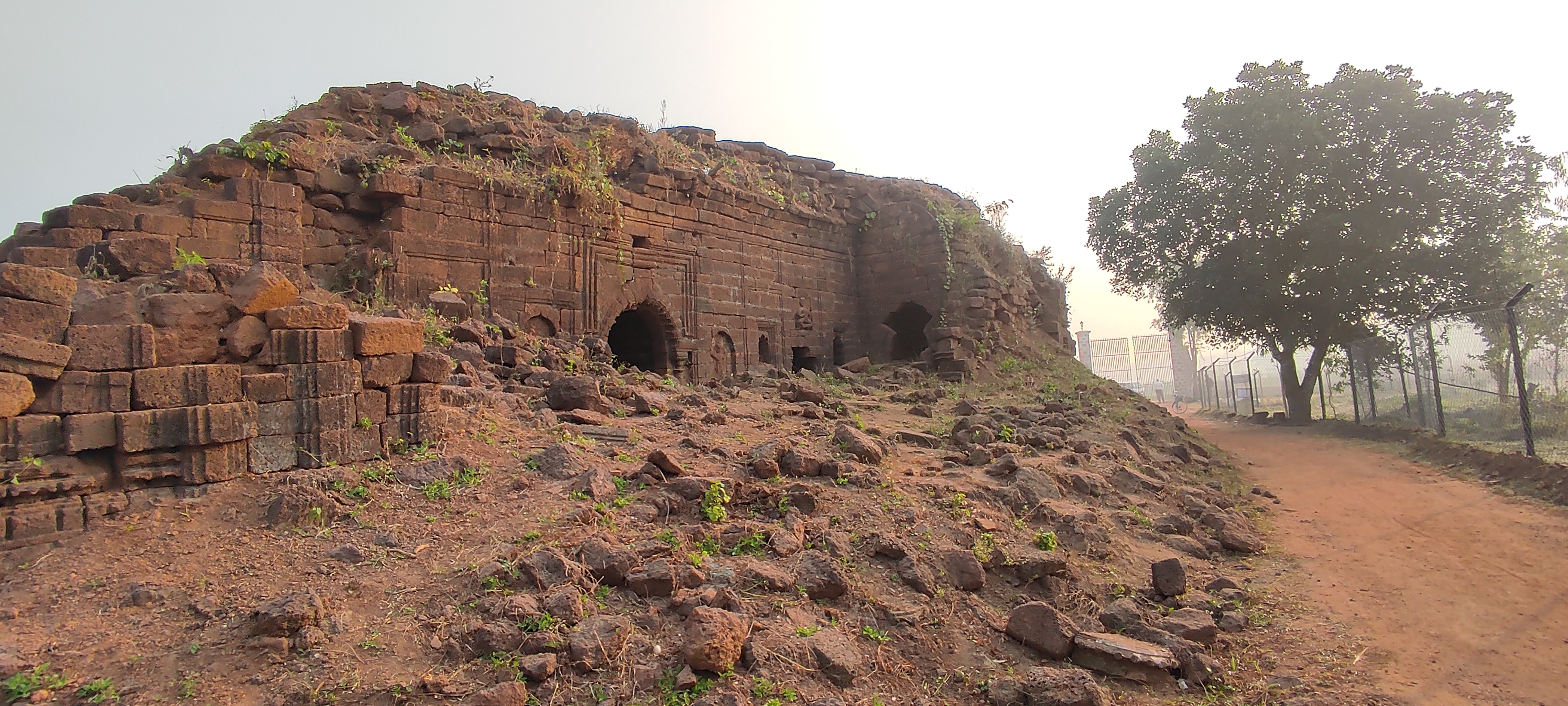
Ruïnes del fort de Rani Shiromani a Karnagarh al districte de Paschim Medinipur

## Rebel·lió Chuar
Amb el nom de rebel·lió Chuar es fa referència a una sèrie d'aixecaments camperols que es produïren entre 1769 i 1809 per part dels habitants de les zones rurals que envolten els assentaments de Bengala Occidental de Midnapore, Bankura i Manbhum contra el domini de la Companyia de les Índies Orientals. En la dècada de 1760, la Companyia Britànica havia rebut els Diwani o drets sobre les terres de Bengala, Bihar i Orissa dels governants mogols de Delhi. Això va provocar, sovint, un augment dels impostos sobre la terra, fent que molta gent, inclosos alguns petits terratinents i pagesos, perdessin les seves terres i propietats a favor de l'empresa. Així, els rebels es van sublevar contra les polítiques d'explotació d'ingressos de la terra de la Companyia, que amenaçaven els seus mitjans de vida i la seva economia. El 1799, Rani Shiromani va liderar la revolta contra l'administració britànica i els recaptadors d'impostos a Midnapore, dirigint la milícia de camperols a una guerra de guerrilles contra la Companyia Britànica. El temple de Karnagarh va ser el punt calent dels Chuar durant aquest moviment. No obstant això, va ser capturada i empresonada durant 13 anys al fort d'Abasgarh a Midnapore, fins a la seva mort el 1812. També romangué tancada, en aïllament, a la presó de Hijli, ara anomenada Shaheed Bhawan, IIT Kharagpur. Va ser la primera dama presonera de l'Índia.
Entre els molts zamindars de Bhumij desposseïts, els que van donar suport als rebels incloïen membres de la reialesa com ara, Jagannath Singh de Dhalbhum, Subal Singh de Kuilapal, Shyam Ganjam Singh de Dhadka, Durjan Singh de Raipur, Baidyanath Singh de Dhalbhum, Mangal Singh de Panchet, Ganga Narayan Singh de Birbhum, Dubraj Singh de Birbhum, Raghunath Singh de Dhalbhum, Raja Madhu Singh de Manbhum, Raja Mohan Singh de Juriah, Lakshman Singh de Dulma, Sunder Narayan Singh i Fateh Singh.

## Honors
Els ferrocarrils indis han introduït el tren ràpid de passatgers Howrah - Adra Shiromani per commemorar el títol de Rani Shiromani.